# Asplenium aequibasis
Asplenium aequibasis är en svartbräkenväxtart som först beskrevs av Carl Frederik Albert Christensen och som fick sitt nu gällande namn av Jacobus Petrus Roux.
Asplenium aequibasis ingår i släktet Asplenium och familjen Aspleniaceae. Inga underarter finns listade i Catalogue of Life.